# مجلة الجمعية التونسية لطب وجراحة الأذن والأنف والحنجرة

غلاف مجلة الجمعية التونسية لطب وجراحة الأذن والأنف والحنجرة

مجلة الجمعية التونسية لطب وجراحة الأذن والأنف والحنجرة (بالفرنسية: Journal Tunisien d'ORL, de chirurgie cervico-faciale et d'audiophonologie، ردمد: 1737-7803) هي مجلة طبية تصدر باللغة الفرنسية بتونس (مدينة) منذ مارس 1984م عن الجمعية التونسية لطب وجراحة الأذن والأنف والحنجرة.
يقع مقرّها بـ: 16 نهج توران، 1082 تونس (مدينة).

## وصلات خارجية
- (بالفرنسية) الموقع الرسمي لمجلة الجمعية التونسية لطب وجراحة الأذن والأنف والحنجرة.